# Canisteo, New York
Canisteo, New York (енгл. Canisteo) град је у америчкој савезној држави Њујорк.

## Демографија
По попису из 2010. године број становника је 2.270, што је 66 (-2,8%) становника мање него 2000. године.
| Група             | 2000.         | 2010.         |
| Белци             | 2.272 (97,3%) | 2.216 (97,6%) |
| Афроамериканци    | 5 (0,2%)      | 11 (0,5%)     |
| Азијати           | 12 (0,5%)     | 8 (0,4%)      |
| Хиспаноамериканци | 27 (1,2%)     | 24 (1,1%)     |
| Укупно            | 2.336         | 2.270         |